# リトルズ
『リトルズ』（原題：The Littles/仏題：Les Minipouss）は、フランスとアメリカ合衆国のテレビアニメ。DICとABCが制作し、1983年から1985年まで米ABC放送にて放送された。

## 概要
原作はジョン・ピーターソンが1967年に発表した同名の児童小説が元となっており、幾つかの改変を交えて本作が制作されている。
同時期に制作された『ガジェット警部』と同様、フランスのDICがアメリカへと進出するきっかけとなった作品であり、合計3シーズンの放送と映画が制作されるほどの人気作となった。

## ストーリー
人間とは異なるサイズで様々な場所に住む妖精のような小人である生物の「リトルズ」が存在する世界。世の中の人間にも知られることなくリトルズは物陰でひっそりと生活を築いていた。
ある日、13歳の少年であるヘンリー・ビッグは家の中で密かに生活していたリトルズで構成された家族であるリトルファミリーと出会い親友となる。
一方、現実世界にリトルズが実在すると信じてやまないドクターエリック・ハンターは、自らの発明品を駆使してリトルズの存在を証明しようと画策していた。
リトルファミリーはヘンリーとともにハンターの魔の手から逃れるべく様々な駆け引きを実行に移し立ち向かうのであった。

## 登場キャラクター

### リトルファミリーとヘンリー
トム・リトル
原語版キャスト - ドナバン・フレバーグ→デヴィッド・ワグナー
本作の主人公でありリトルファミリーの長男。
ルーシー・リトル
原語版キャスト - ベッティーナ・ブッシュ
リトルファミリーの長女であり妹。
グランパ・リトル
原語版キャスト - アルヴィ・ムーア
リトルファミリーの祖父であり最年長でもある初老の男性。
ディンキー・リトル
原語版キャスト - ロバート・デヴィッド・ホール
ヘレンと接点があるリトルファミリーのいとこ。
フランク・リトル
原語版キャスト - グレッグ・バーガー
トムとルーシーの父親。
ヘレン・リトル
原語版キャスト - パトリシア・パリス
トムとルーシーの母親。
アシュリー・リトル
原語版キャスト - BJウォード
リトルファミリーの最年少であるもう一人のいとこ。
ヘンリー・ビッグ
原語版キャスト - ジミー・E・キーガン
唯一人間としてリトルズの存在を知り、リトルファミリーと親友関係にある13歳の少年。スリックという名の亀をペットとして飼っている。

### ハンターと助手
ドクターエリック・ハンター
原語版キャスト - ケン・サンソム
リトルズの捕獲を企む本作における悪役。
ジェームズ・ピーターソン
原語版キャスト - ケン・サンソム
ハンターの助手。

## スタッフ
- 原作 - ジョン・ピーターソン
- 制作総指揮 - ジャン・シャロピン、アンディ・ヘイワード
- 制作監督 - ジャン・シャロピン
- 制作アシスタント - アベ・ハツエ、神田修吉（スタジオぎゃろっぷ）、木村健吾、佐藤育郎→増子相二郎、篠原昭（パンメディア）、ツヅコ・ヨシヒロ
- アニメーション監督 - 福島一三、寺田和男、石田晋一、大賀俊二→御厨恭輔→高橋信也、辻伸一、岡豊
- 絵コンテ - 高屋敷英夫、小池桂一→斎藤博
- ユニット監督 - 早川啓二、水谷貴哉、高本宣弘、渡部高志→斎藤博（チーフ）、小島正幸、佐藤正、鳥羽厚
- 作画監督 - 高畑順三郎、清水恵蔵、清山滋崇、中島忠二、古瀬登、須田正己、丹内司、辻初樹、山内昇寿郎
- 制作進行 - 赤川茂（K.K.DIC）、戸井田博史（K.K.DIC）、三浦将則
- 動画チェック - 前田由加里
- 背景監督 - 石垣努
- 美術監督 - 松宮正純→小林七郎
- 撮影監督 - 長谷川肇→斎藤秋男→旭プロダクション、スタジオウッド、スタジオワールド
- 編集 - 鶴渕允寿→掛須秀一→岡安肇、西出榮子
- 色指定 - 池内道子
- 色彩設計 - 中間秀美→スドウ・シンタロウ、ヤマグチ・イツコ
- 音楽 - シュキ・レヴィ、ハイム・サバン
- 製作担当 - 稲田伸生（東京ムービー新社）、池田陽一
- 監督 - ベルナール・デリエス
- 総監督 - 片山哲生（K.K.DIC）
- プロデューサー - ジャン・シャロピン、アンディ・ヘイワード、片山哲生（K.K.DIC）
- アニメーション制作（表記無し） - 東京ムービー新社[1]→スタジオぎゃろっぷ[2]→パンメディア（SP）
- 製作 - DIC（DICオーディオビジュアル、DICエンタープライズ、K.K.DIC）、ABC

## 放映リスト
| #             | サブタイトル                              | 放送日                           |
| ------------- | ----------------------------------------- | -------------------------------- |
| 1（S1）       | Beware of Hunter!                         | 1983年 9月10日                   |
| 2             | Lost City of the Littles                  | 9月17日                          |
| 3             | The Big Scare                             | 9月24日                          |
| 4             | Lights, Camera, Littles                   | 10月1日                          |
| 5             | The Spirits of the Night                  | 10月8日                          |
| 6             | The Little Winner                         | 10月15日                         |
| 7             | A Big Cure for a Little Illness           | 10月22日                         |
| 8             | The Rats Are Coming! The Rats Are Coming! | 10月29日                         |
| 9             | The Little Fairy Tale                     | 11月5日                          |
| 10            | Prescription for Disaster                 | 11月12日                         |
| 11            | The Little Scouts                         | 11月19日                         |
| 12            | A Little Gold, A Lot of Trouble           | 11月26日                         |
| 13            | Dinky's Doomsday Pizza                    | 12月3日                          |
| 14（S2）      | A Little Rock and Roll                    | 1984年 9月8日                    |
| 15            | The Little Babysitters                    | 9月15日                          |
| 16            | The Forest Littles                        | 9月22日                          |
| 17            | For The Birds                             | 9月29日                          |
| 18            | Twins                                     | 10月6日                          |
| 19            | Looking for Grandma Little                | 10月13日                         |
| 20            | Every Little Vote Counts                  | 10月20日                         |
| 21            | The Littles' Halloween                    | 10月27日                         |
| 22（S3）      | The Little Amazon Queen                   | 1985年 9月14日                   |
| 23            | Tut the Second                            | 9月21日                          |
| 24            | When Irish Eyes Are Smiling               | 9月28日                          |
| 25            | The Wrong Stuff                           | 10月5日                          |
| 26            | Deadly Jewels                             | 10月12日                         |
| 27            | A Little Drunk                            | 10月19日                         |
| 28            | Ben Dinky                                 | 10月26日                         |
| 29            | The Little Girl Who Could                 | 11月2日                          |
| SP（30 - 32） | Liberty and the Littles                   | 1986年 10月18日 10月25日 11月1日 |

## 映画
劇場アニメーション『Here Come the Littles』が1985年5月24日にアメリカにて公開された。
テレビシリーズでは描かれなかったリトルファミリーとヘンリーの出会いを含めた前日譚を主軸に展開するストーリーとなっている。

### スタッフ（映画）
- 制作総指揮 - ジャン・シャロピン、アンディ・ヘイワード、片山哲生
- 監督 - ベルナール・デリエス、富沢信雄（副監督）、片渕須直（監督補佐）
- 制作監督 - ジャン・シャロピン
- 脚本 - ウッディ・クリング
- アニメーション監督 - 丹内司、道籏義宣
- 副プロデューサー - 竹内孝次、土岐友二
- 美術監督 - 小関睦夫
- 仕上・彩色 - 近藤浩子、中村真理、山本智子
- 製作担当 - 赤川茂、ムラタ・ケイコ
- 撮影 - 長谷川肇、小林健一
- 編集 - 鶴渕允寿
- 音楽 - シュキ・レヴィ、ハイム・サバン
- アニメーション制作（表記無し） - 東京ムービー新社
- 製作 - DICエンタープライズ、ABC